# Josy Barthel
Joseph (Josy) Barthel (Mamer, 24 april 1927 – Luxemburg, 7 juli 1992) was een Luxemburgse middellangeafstandsloper. Later ging hij in de politiek. Tijdens zijn atletiekloopbaan nam hij driemaal deel aan de Olympische Spelen en werd hij eenmaal olympisch kampioen.

## Loopbaan
Barthel veroverde zijn olympische titel op de Olympische Spelen van 1952 op de 1500 m. Hij was de tweede Luxemburger, na Michel Théato (op de marathon in 1900), die een gouden medaille won op de Spelen. Het IOC kent echter alleen de gouden medaille van Barthel toe aan Luxemburg. Van 1946 tot 1956 was hij elfmaal op rij kampioen van Luxemburg.
Het looptalent van Josy Barthel werd ontdekt tijdens de Tweede Wereldoorlog. Zijn eerste succes behaalde hij op de Militaire Wereldspelen van 1947 in Berlijn met het winnen van de 800 m. Een jaar later won hij zowel de 800 m als de 1500 m op de Militaire Wereldspelen in Brussel. Op de Olympische Spelen van 1948 in Londen behaalde hij een negende plaats in de finale van de 1500 m. Op de Pre-Universiade van 1949 in Merano won hij zowel de 800 m als de 1500 m.
In 1952 behaalde Barthel het grootste succes van zijn atletiekcarrière door een gouden medaille te winnen op de 1500 m bij de Olympische Spelen van Helsinki. Dankzij een fenomenale eindsprint won hij in een tijd van 3.45,2 en versloeg hiermee de Amerikaan Bob McMillen (zilver) en de Duitser Werner Lueg (brons), die kort voordien met 3.43,0 een wereldrecord had gelopen. Aan de finish en op het podium huilde hij als een kind. Later vertelde hij dat hij dit alles vooraf had gedroomd, maar dat hij angstig was wakker geworden, omdat de fanfare de Luxemburgse nationale hymne niet kon spelen. Toen puntje bij paaltje kwam, lukte het toch.
Barthel nam daarna ook deel aan de Olympische Spelen van 1956 in Melbourne, maar slaagde er niet in zich voor de finale te plaatsen. Hierna beëindigde hij zijn atletiekcarrière.
Van 1962 tot 1972 werd Barthel voorzitter van de Luxemburgse Atletiekfederatie en van 1973 tot 1977 was hij voorzitter van het Luxemburgs Olympisch Comité.
Barthel werd ook minister in de Luxemburgse regering: van 1977 tot 1979 minister van Verkeer, Energie, Toerisme en Milieu, van 1979 tot 1984 minister van Milieu, Verkeer, Energie, Informatica en Communicatie. Ter ere van hem werd het nationale stadion van Luxemburg omgedoopt in Stade Josy Barthel. Naar hem werd ook het Lycée Technique Josy Barthel, een gymnasium in Mamer, dat in september 2003 werd geopend, genoemd. In 1984 was hij eveneens voorzitter van het Benelux-parlement.
In 1992 stief Barthel op 65-jarige leeftijd na een ernstige ziekte.

## Titels
- Olympisch kampioen 1500 m - 1952
- Intergeallieerd militair kampioen 800 m - 1947, 1948
- Intergeallieerd militair kampioen 1500 m - 1948

## Persoonlijke records
| Onderdeel   | Prestatie | Jaar |
| ----------- | --------- | ---- |
| 800 m       | 1.51,0    | 1947 |
| 1000 m      | 2.24,0    |      |
| 1500 m      | 3.44,1    | 1952 |
| 1 Eng. mijl | 4.06,3    |      |
| 2000 m      | 5.19,2    |      |

## Palmares

### 800 m
- 1947:  Militaire Wereldspelen
- 1947:  International University Games - 1.54,7
- 1948:  Militaire Wereldspelen
- 1949:  Summer International University Sports Week - 1.56,2
- 1951:  Summer International University Sports Week - 1.53,5

### 1500 m
- 1948:  Militaire Wereldspelen
- 1949:  Summer International University Sports Week - 3.55,6
- 1951:  Summer International University Sports Week - 3.52,6
- 1952:  OS - 3.45,2

1896: Teddy Flack ·
1900: Charles Bennett ·
1904: Jim Lightbody ·
1908: Mel Sheppard ·
1912: Arnold Jackson ·
1920: Albert Hill ·
1924: Paavo Nurmi ·
1928: Harri Larva ·
1932: Luigi Beccali ·
1936: Jack Lovelock ·
1948: Henry Eriksson ·
1952: Josy Barthel ·
1956: Ron Delany ·
1960: Herb Elliott ·
1964: Peter Snell ·
1968: Kipchoge Keino ·
1972: Pekka Vasala ·
1976: John Walker ·
1980: Sebastian Coe ·
1984: Sebastian Coe ·
1988: Peter Rono ·
1992: Fermín Cacho ·
1996: Noureddine Morceli ·
2000: Noah Ngeny ·
2004: Hicham El Guerrouj ·
2008: Asbel Kiprop ·
2012: Taoufik Makhloufi ·
2016: Matthew Centrowitz ·
2020: Jakob Ingebrigtsen ·
2024: Cole Hocker
- Gemeinsame Normdatei: 1069226327
- World Athletics: 14348692
- International Standard Name Identifier: 0000 0004 4773 9611
- Virtual International Authority File: 315524088
- WorldCat: E39PBJfGQR6tHGxrmXwgTkcByd